# Буя
Буя (італ. Buja, вен. Buja) — муніципалітет в Італії, у регіоні Фріулі-Венеція-Джулія, провінція Удіне.
Буя розташована на відстані близько 490 км на північ від Рима, 85 км на північний захід від Трієста, 19 км на північний захід від Удіне.
Населення — 6587 осіб (2014).
Щорічний фестиваль відбувається 12 липня.

## Демографія
Населення за роками:

Станом на 1 січня 2023 року в муніципалітеті офіційно проживало 377 іноземців з 47 країн, серед них 191 громадянин країн Євросоюзу та 21 громадянин України.

## Сусідні муніципалітети
- Артенья
- Коллоредо-ді-Монте-Альбано
- Джемона-дель-Фріулі
- Маяно
- Озоппо
- Треппо-Гранде

## Міста-побратими
- Апрілія, Італія (1997)
- Фільсбібург, Німеччина (2001)
- Домон, Франція (2008)